# Tasböget
Tasböget är en ort i Kazakstan.   Den ligger i oblystet Qyzylorda, i den centrala delen av landet, 800 km sydväst om huvudstaden Astana. Tasböget ligger 129 meter över havet och antalet invånare är 16 455.
Terrängen runt Tasböget är mycket platt.  Trakten runt Tasböget är nära nog obefolkad, med mindre än två invånare per kvadratkilometer. Närmaste större samhälle är Kyzyl-Orda, 9,2 km nordväst om Tasböget. Trakten runt Tasböget består i huvudsak av gräsmarker.